# Glaucocharis stella
Glaucocharis stella là một loài bướm đêm trong họ Crambidae.